# Stig Notini
Stig Börje Notini, född 9 maj 1909 i Södertälje, död 21 augusti 2008 i Borgholms församling, var en svensk sjöofficer och museichef. Han var bror till Ulf Notini. 
Notini, som var son till teckningslärare Gunnar Notini och Ragnhild Nilsson, avlade sjöofficersexamen 1930, utexaminerades från ubåtsskolan 1933, från Kungliga Sjökrigshögskolan 1937, blev löjtnant 1934, kapten 1941 och var kommendörkapten i svenska marinen 1950–1972. Han var chef för ubåtarna U 1 1942, U 2 1943, Neptun 1943–1944, 4:e ubåtsdivisionen 1944–1945, ubåtsförbandet på västkusten 1946–1948 och ubåtsdepåfartyget Patricia 1949. Han blev extra ordinarie amanuens på Sjöfartsmuseet i Göteborg 1950 samt var styresman och chef för Sjöfartsmuseet och akvariet 1957–1975. Notini är gravsatt på Räpplinge kyrkogård.